# Heilig-Geist-Kirche (Mannheim)

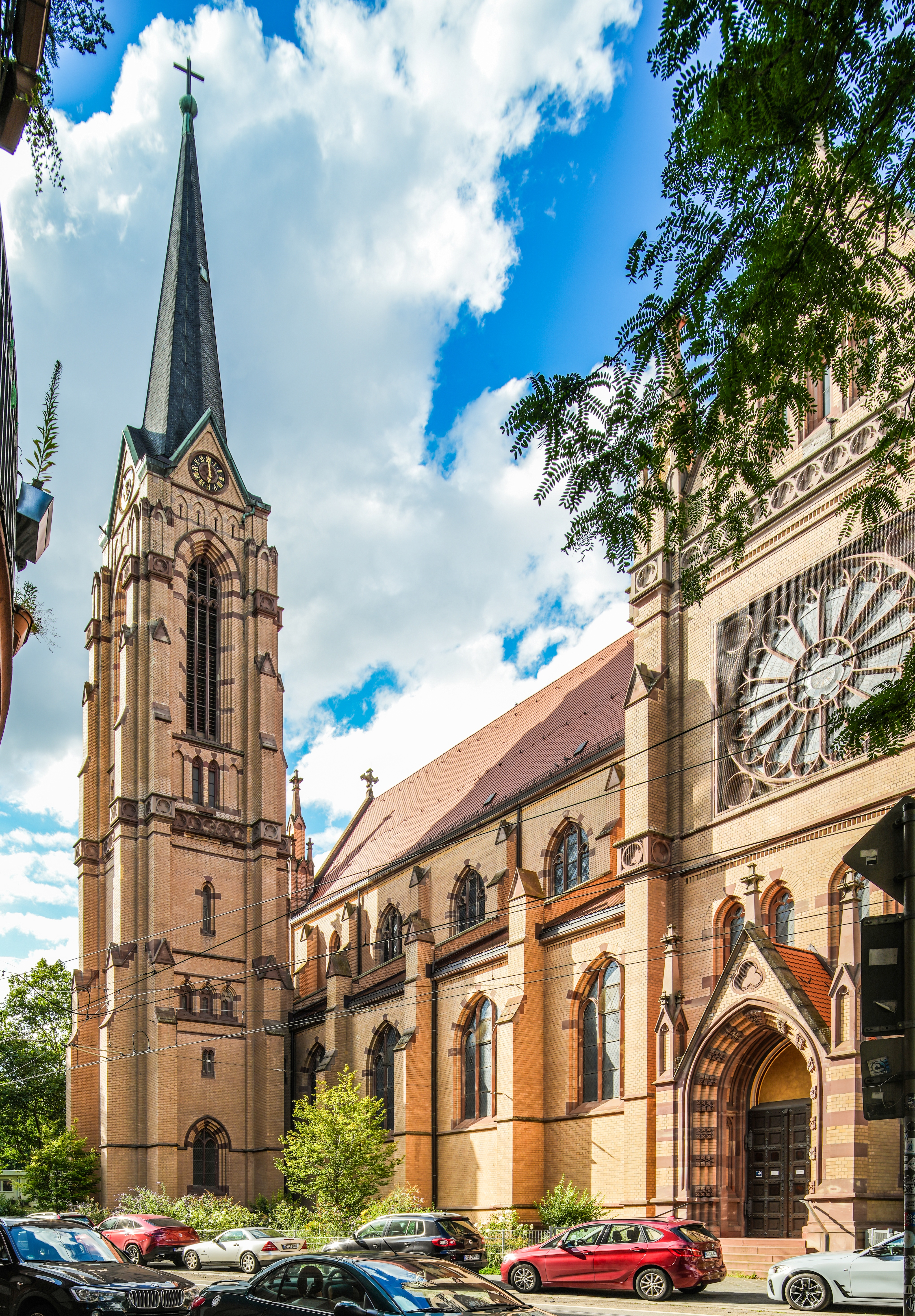
Heilig-Geist-Kirche

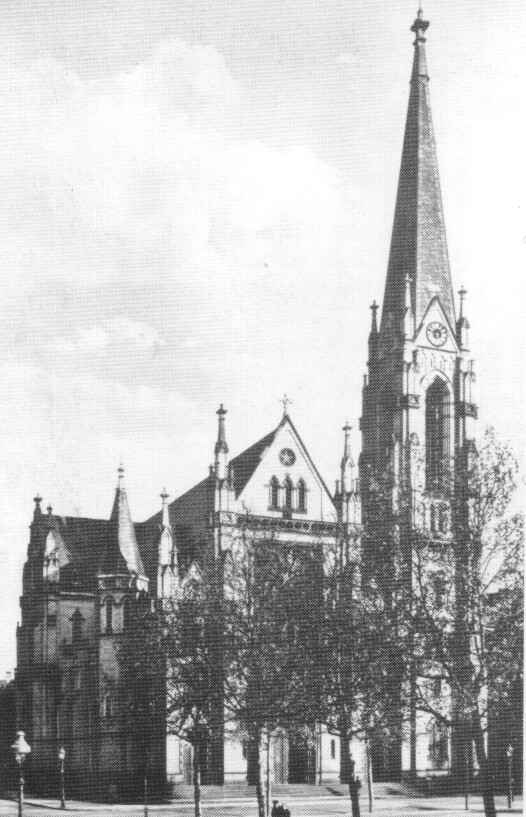
Heilig-Geist-Kirche mit dem ursprünglichen Turmhelm, 1903

Die Heilig-Geist-Kirche in Mannheim ist eine große neugotische Kirche der Katholiken im Stadtbezirk Schwetzingerstadt/Oststadt. Sie wurde zwischen 1898 und 1903 nach den Plänen von Ludwig Maier erbaut.

## Geschichte
Durch den rasanten Bevölkerungszuwachs in Mannheim in der zweiten Hälfte des 19. Jahrhunderts stieg auch die Zahl der Katholiken. Östlich der Innenstadt entstanden die neuen Stadtteile Oststadt und Schwetzingerstadt, wo die Zahl der katholischen Einwohner von 3.500 im Jahr 1888 auf 7.900 um 1900 stieg. Für die Seelsorge waren die Pfarrer der Oberen Pfarrei an der Jesuitenkirche zuständig. 1888 begannen die Planungen zur Gründung einer eigenen Pfarrei. Das notwendige Grundstück für einen Kirchenneubau zwischen Seckenheimer, Roon- und Moltkestraße erhielt die katholische Gemeinde Mannheims nach langen Verhandlungen mit der Stadt im Tausch gegen das Anwesen der alten Schulkirche – der ehemaligen Kirche des Augustiner-Chorfrauen-Stifts in L1, 1.
Im April 1898 fand der erste Spatenstich für die Heilig-Geist-Kirche statt. Ein erster Gottesdienst in der noch nicht fertiggestellten Kirche wurde am 18. November 1900 abgehalten, als eine Pfarrkuratie eingerichtet wurde. Auch die kirchlichen Feiern der Generalversammlung der deutschen Katholiken, die 1902 im Mannheimer Rosengarten tagte, fanden in der neuen Kirche statt. Die Weihe der Heilig-Geist-Kirche erfolgte am 15. März 1903 durch den Freiburger Erzbischof Thomas Nörber. 1906 wurde die Kuratie zur Pfarrei erhoben. Bis 1914 malte der Kunstmaler Fritz Muth den Innenraum aus. Auch nach dem Bau der Kirche stieg die Einwohnerzahl weiter steil an, so dass Heilig-Geist 1919 die größte Pfarrei im Erzbistum Freiburg war und deswegen bis 1930 in der östlichen Schwetzingerstadt die Kirche St. Peter gebaut wurde.
Im Zweiten Weltkrieg wurden der Turmhelm und der Dachstuhl getroffen und die Fenster zerstört. Ab 1947 war die Kirche wieder nutzbar und wurde so nach Kriegsende zum wichtigen Versammlungsort der Mannheimer Katholiken. Bis 1953 wurde die Kirche unter der Leitung von Hans Rolli renoviert und ein vereinfachter Turmhelm aufgesetzt. Die Fenster wurden erneuert und die historischen ornamentalen Wandmalereien beseitigt, da die „lahme Neugotik der Jahrhundertwende“ als unschön und veraltet angesehen wurde. 1996 wurde an das Pfarrhaus ein großer moderner Gemeindesaal angefügt. Seit 2004 gehört die Pfarrei zusammen mit den Pfarrgemeinden von St. Peter (Schwetzingerstadt) und St. Pius (Neuostheim) zur Seelsorgeeinheit „Am Luisenpark“. Die Kirche wird auch von der Gemeinde der kroatischen Katholiken genutzt.

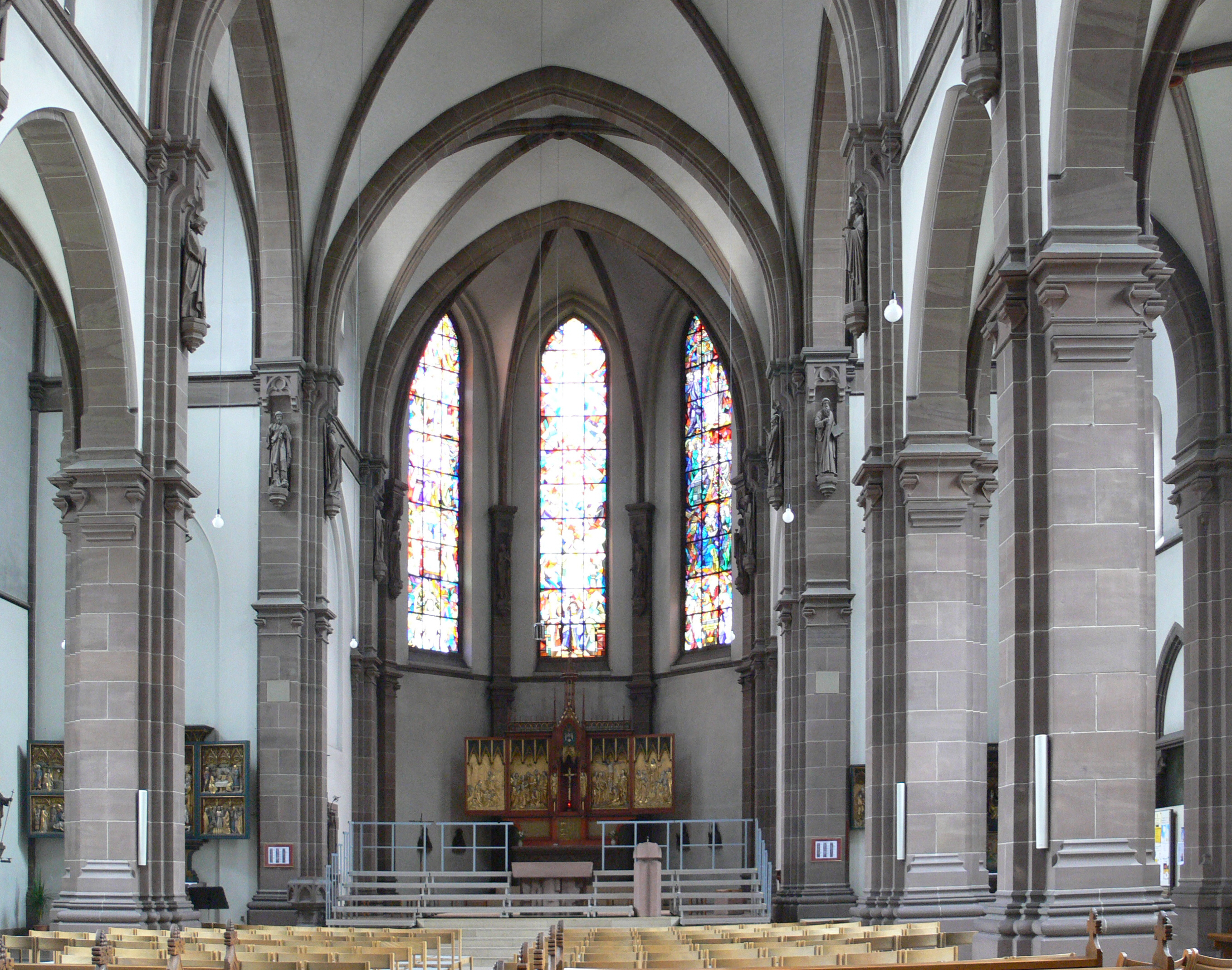
Blick vom Mittelschiff nach Osten auf die Apsis der Heilig-Geist-Kirche

Im Sommer 2007 wurden erhebliche Schäden bei den Fialen im oberen Teil der äußeren Steinschmucks entdeckt. Bei der letzten Renovierung 1978 war dieser Zierrat durch in Beton gegossene Teile, die mit einem hellroten Kunststoff ummantelt wurden, ersetzt worden. Diese Materialkombination erwies sich als nicht sehr haltbar. Auch die Maßwerkfenster und Gesimse wiesen Schäden auf. Deshalb wurde rund um die Kirche eine Schutzbarriere für die Passanten erstellt und etwa 80 Prozent der ursprünglich 171 Fialen und Kreuzblumen abgenommen, weil sie nicht mehr standhaft genug waren. Dabei wurden auch die Schäden an der Bleiverglasung der Fenster beseitigt, der Taubendreck in den Giebelnischen entfernt und die Öffnungen mit Netzen verschlossen. Diese Sicherungsarbeiten wurden 2008 beendet. 2010 begann nach Absprache mit dem Denkmalamt die Wiederherstellung der für die Außenoptik wichtigsten Fialen, 14 große, bis 3 Meter hohe und 44 mittelgroße, bis 1,80 Meter hohe. Die Außenrenovierung wurde 2014 beendet, unterbrochen vom Deutschen Katholikentag, der 2012 in Mannheim stattfand. Eine Innenrenovierung ist geplant.

## Beschreibung

### Architektur

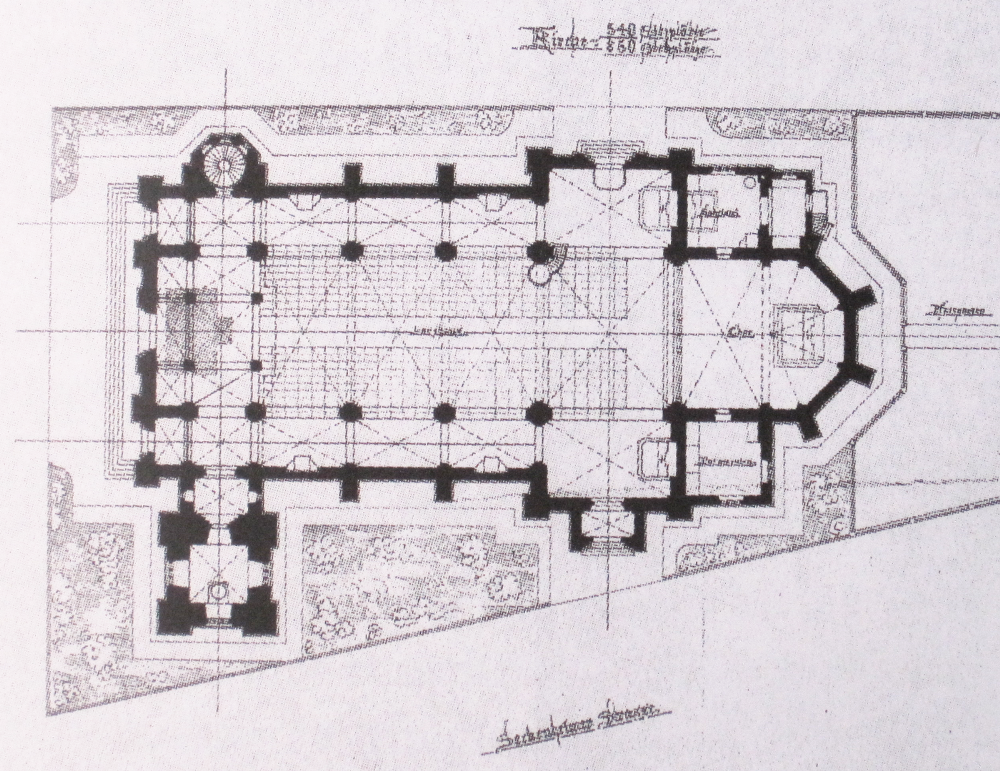
Grundriss

Die Heilig-Geist-Kirche wurde vom damaligen Leiter des Erzbischöflichen Bauamts in Heidelberg Ludwig Maier in neugotischen Formen mit Anklängen an die Architektur des Doms in Orvieto entworfen. Die Bauleitung übernahm der Mannheimer Architekt Josef Kuld. Die Kirche ist eine dreischiffige Basilika und hat eine Länge von 52,5 m, eine Breite von 19,8 m (Querhaus 21,9 m) und im Mittelschiff eine Höhe von 19 m. Entsprechend der freistehenden Lage wurden alle Seiten der geosteten Kirche als Schauseiten gestaltet. Die Wandflächen des Außenbaus bestehen aus gelblichen Verblendklinkern, die architektonischen Gliederungselemente sind aus rotem Elsässer Sandstein gefertigt. In die Chorwinkel hat der Architekt, zwei Sakristeien eingefügt, dem sich das Pfarrhaus unmittelbar anschließt. Die Fassade wird links flankiert von einem Treppenturm und rechts von dem hohen Glockenturm von 68 Metern. 

### Glocken
Der Glockenturm beherbergt ein sechsstimmiges Geläut aus Bronze, das im Jahre 1958 von Friedrich Wilhelm Schilling in Heidelberg gegossen wurde.
| Glocke      | 1       | 2       | 3       | 4       | 5      | 6      |
| ----------- | ------- | ------- | ------- | ------- | ------ | ------ |
| Durchmesser | 1473 mm | 1313 mm | 1162 mm | 1038 mm | 915 mm | 807 mm |
| Gewicht     | 2205 kg | 1566 kg | 1078 kg | 762 kg  | 511 kg | 358 kg |
| Schlagton   | des’+4  | es’+2   | f’+2    | as’+4   | b’+2   | c’’+2  |

### Innenausstattung

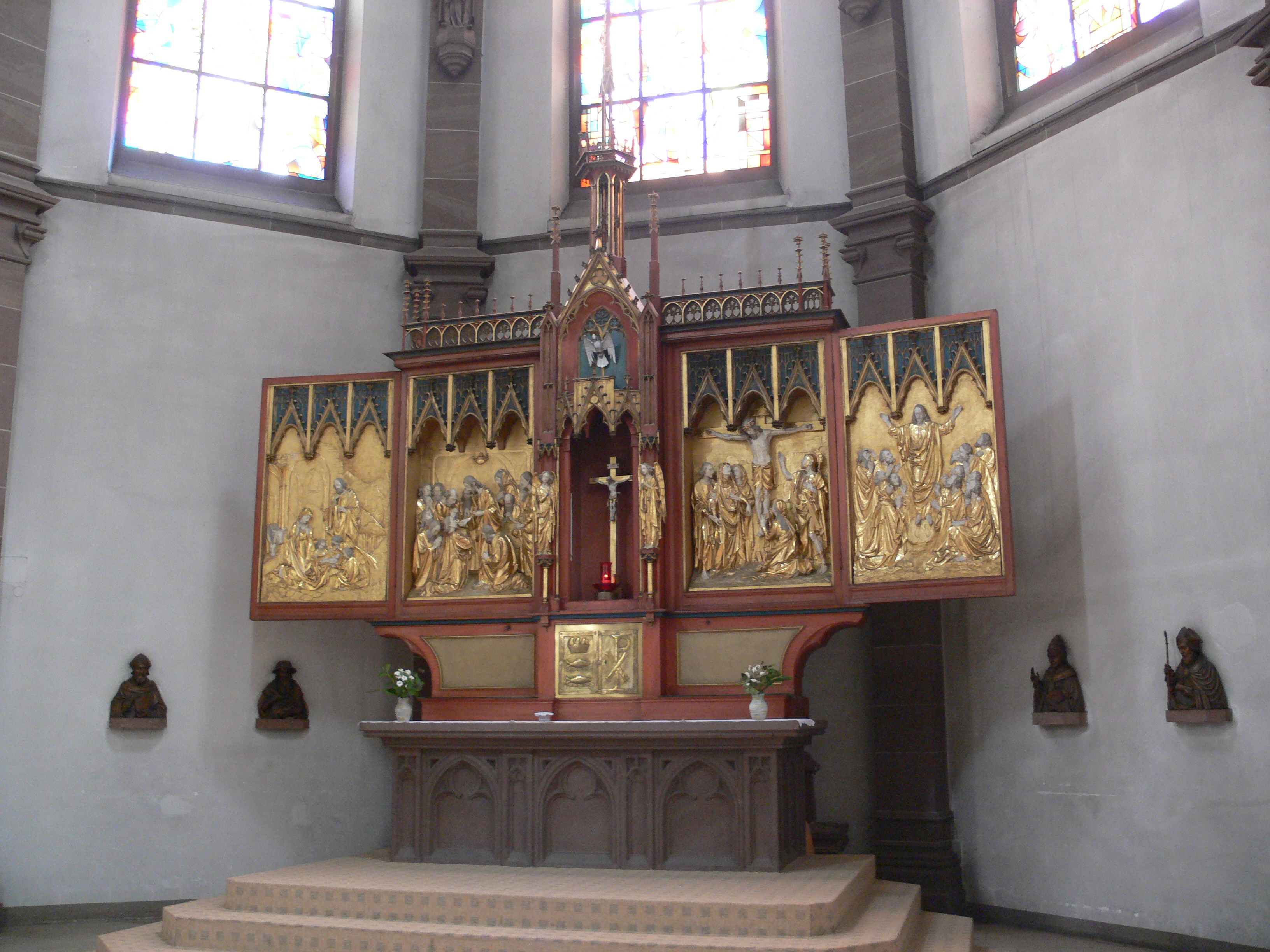
Hochaltar von Thomas Buscher

In der Innenausstattung herrschen Formen der deutschen Spätgotik vor. Das vierjochige Mittelschiff ist relativ breit angelegt, während die beiden Seitenschiffe vergleichsweise schmal sind. An den Diensten im Mittelschiff befinden sich Skulpturen der Apostel und anderer Heiliger, geschaffen von Bildhauer Albert Schmidhofer aus Offenburg. Die hohen Fenster sowie die Rosette gestaltete in den 1950ern Willy Oeser. Der Bildhauer Thomas Buscher schuf 1903 den Hochaltar. Der Muttergottes-Seitenaltar stammt von der Firma Eberle und Mezger aus Überlingen. Die Firma Marmon aus Sigmaringen erhielt 1914 den Auftrag für den Herz-Jesu-Seitenaltar. Aus der alten Schulkirche in L 1,1 wurden einige alte Grabmäler und Epitaphien übertragen. Das kunsthistorisch wertvollste ist das Grabmal der im Alter von 30 Jahren 1760 gestorbenen Ursula Gräfin von Saint-Martin (1749–1780). Sie war die Tochter des Bildhauers und Architekten Peter Anton von Verschaffelt. Ebenso befindet sich dort das Epitaph ihres Gatten Claude de Saint Martin (1729–1799), geschaffen von Theodor Wagner.

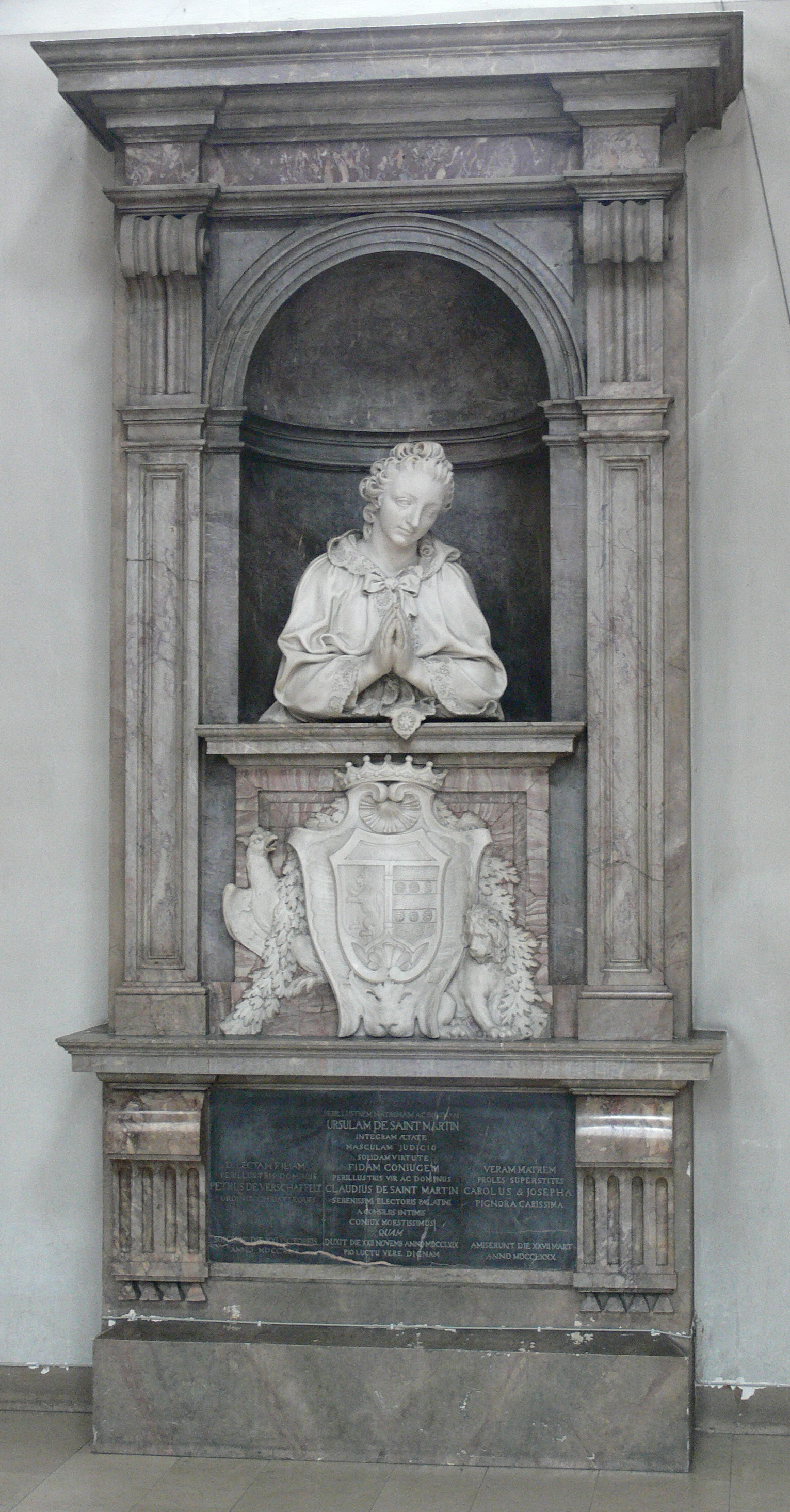
Grabmal der Ursula von Saint-Martin
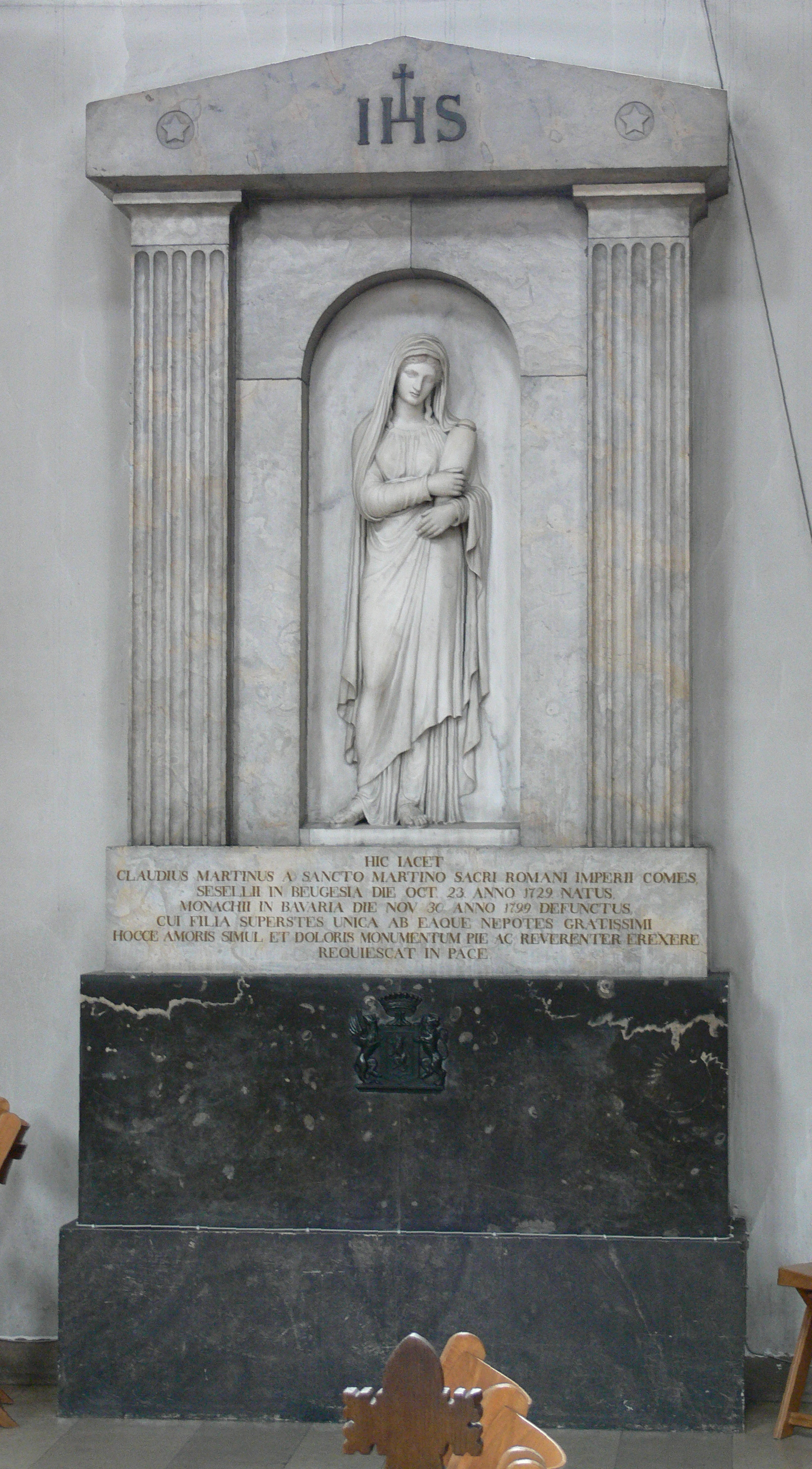
Grabmal von Claude de Saint Martin
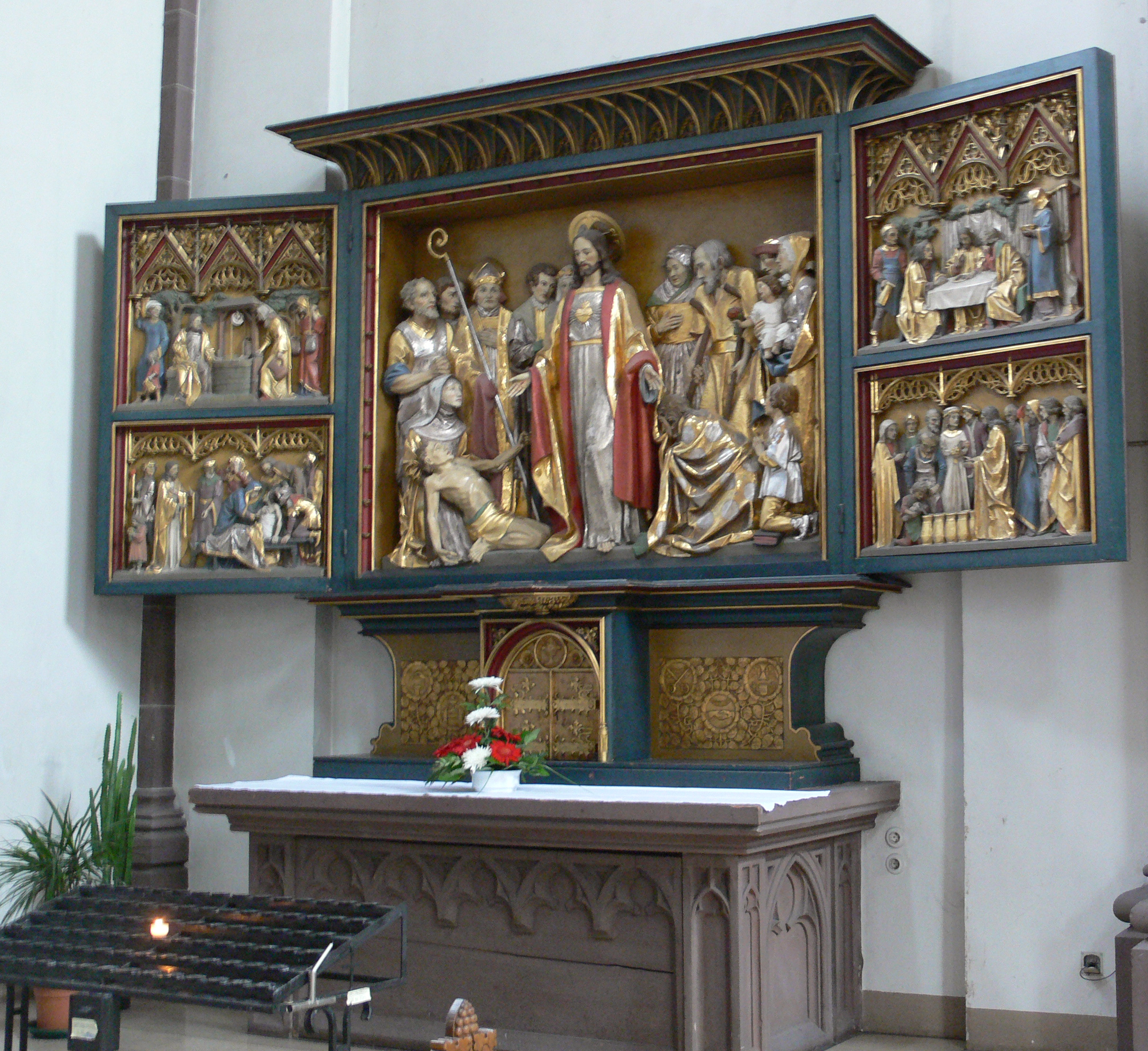
Linker Seitenaltar
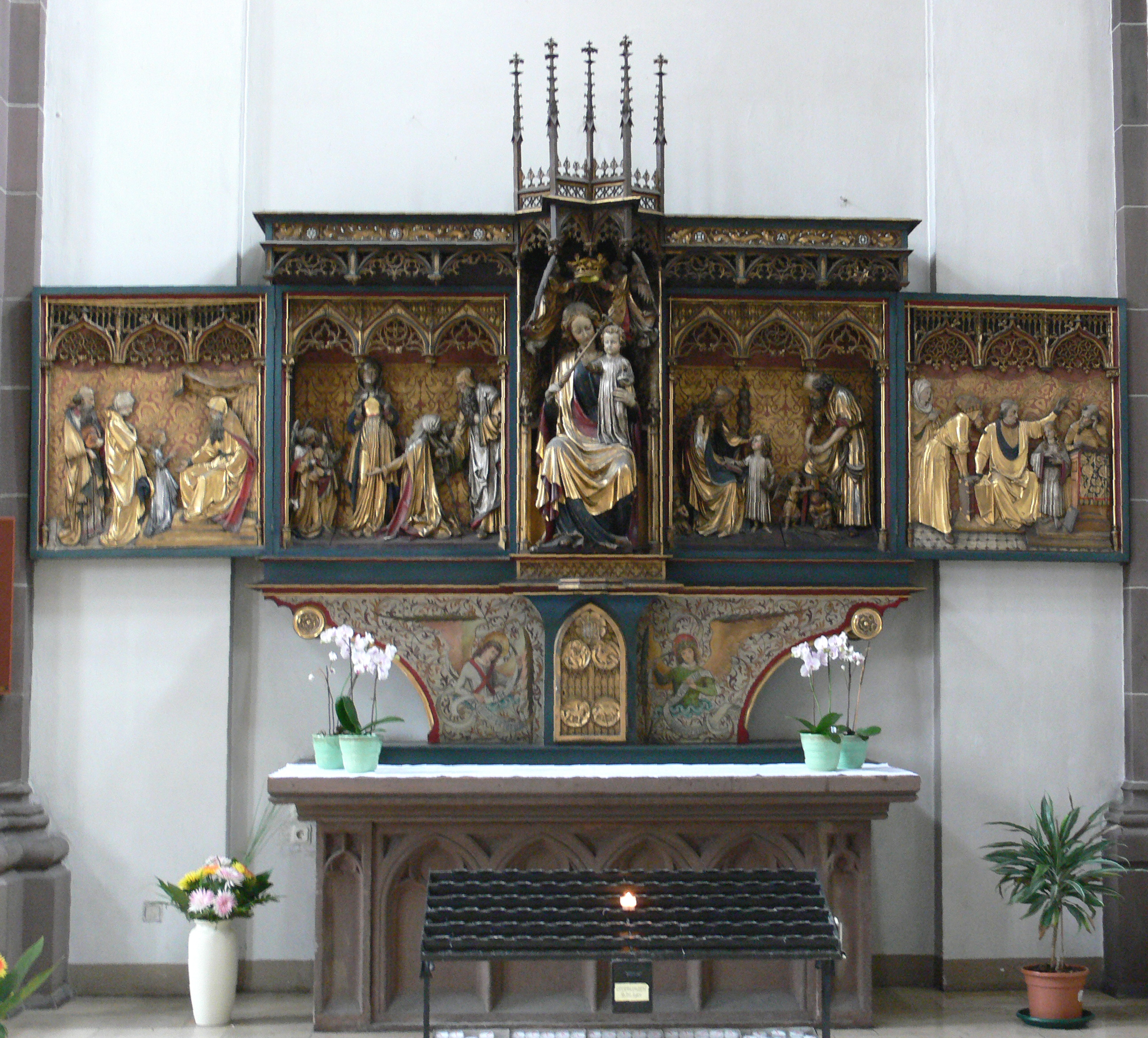
Rechter Seitenaltar

## Orgel

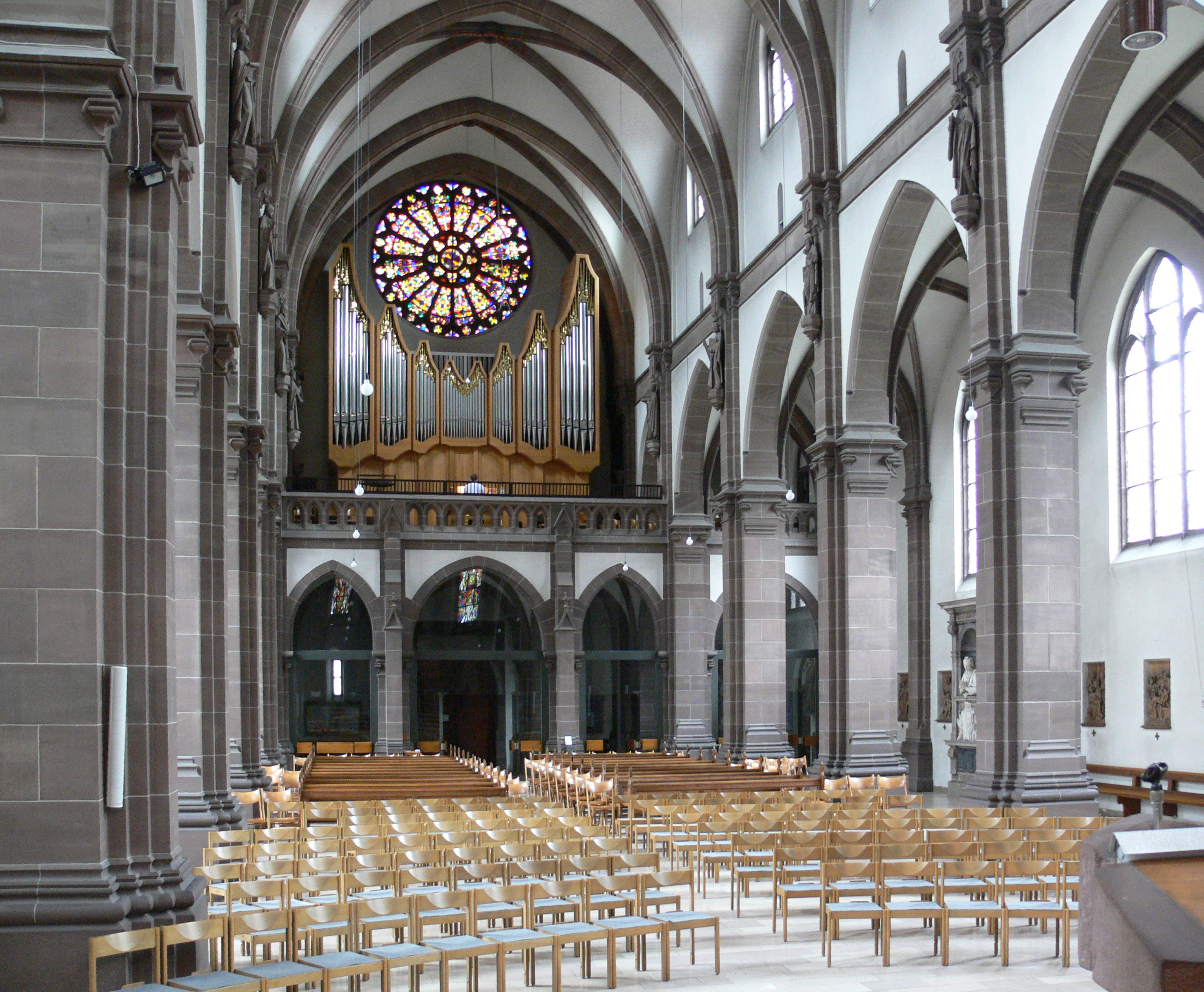
Blick nach Westen zur Orgelempore

Die Orgel der Heilig-Geist-Kirche ist ein Werk des Orgelbauunternehmens Karl Göckel aus Mühlhausen-Rettigheim bei Heidelberg. Sie wurde am 13. Mai 1990 geweiht und verfügt über 42 Register, verteilt auf drei Manuale und Pedal. Die Spieltrakturen sind mechanisch, die Registertrakturen elektrisch. Das moderne Eichengehäuse soll mit seinen Formen und Ornamenten die Feuerzungen des heiligen Geistes symbolisieren. Das Klangbild orientiert sich an der französischen Romantik.
| I Hauptwerk C–a3 |                  |       |
| 1.               | Bourdon          | 16′   |
| 2.               | Principal        | 8′    |
| 3.               | Viole de Gambe   | 8′    |
| 4.               | Flûte harmonique | 8′    |
| 5.               | Bourdon          | 8′    |
| 6.               | Octave           | 4′    |
| 7.               | Flöte            | 4′    |
| 8.               | Quinte           | 2 ⁄3′ |
| 9.               | Octave           | 2′    |
| 10.              | Mixtur IV        | 1 ⁄3′ |
| 11.              | Cornett V        | 8′    |
| 12.              | Trompette        | 8′    |

| II Schwellpositiv C–a3 |                 |       |
| 13.                    | Principal       | 8′    |
| 14.                    | Bourdon         | 8′    |
| 15.                    | Salicional      | 8′    |
| 16.                    | Octave          | 4′    |
| 17.                    | Rohrflöte       | 4′    |
| 18.                    | Sesquialtera II | 2 ⁄3′ |
| 19.                    | Doublette       | 2′    |
| 20.                    | Larigot         | 1 ⁄3′ |
| 21.                    | Cromorne        | 8′    |
|                        | Tremulant       |       |

| III Schwellwerk C–a3 |                      |        |
| 22.                  | Bourdon              | 16′    |
| 23.                  | Flûte traversière    | 8′     |
| 24.                  | Bourdon              | 8′     |
| 25.                  | Gambe                | 8′     |
| 26.                  | Voix céleste         | 8′     |
| 27.                  | Flûte octaviante     | 4′     |
| 28.                  | Nazard               | 2 ⁄3′  |
| 29.                  | Octavin              | 2′     |
| 30.                  | Tierce               | 1 3⁄5′ |
| 31.                  | Basson-Hautbois      | 16′    |
| 32.                  | Trompette harmonique | 8′     |
| 33.                  | Voix humaine         | 8′     |
| 34.                  | Clairon harmonique   | 4′     |
|                      | Tremulant            |        |

| Pedal C–g1 |                        |       |
| 35.        | Flûte (Ext. aus Nr.36) | 32′   |
| 36.        | Principal              | 16′   |
| 37.        | Flûte                  | 16′   |
| 38.        | Octave                 | 8′    |
| 39.        | Flûte                  | 8′    |
| 40.        | Octave                 | 4′    |
| 41.        | Mixtur IV              | 2 ⁄3′ |
| 42.        | Bombarde               | 16′   |
| 43.        | Trompette              | 8′    |

- Koppeln: II/I, III/I, III/II, I/P, II/P, III/P
- Spielhilfen: 64-fache Setzeranlage, Sequenzer